# André Abellon
Blahoslavený André Abellon, O.P. (1375 – 15. května 1450) byl francouzský římskokatolický kněz a člen řádu bratří kazatelů. Byl také známým malířem.

## Životopis

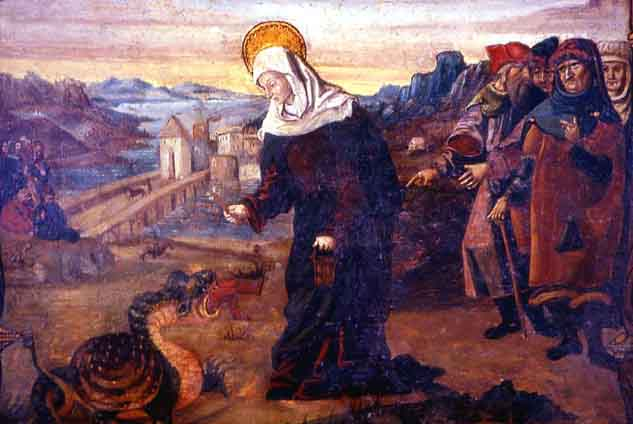
Svatá Marta a drak neboli tarasque (kolem 1430)

Narodil se v Provence v roce 1375. Během dospívání naslouchal kázání španelského kněze a později světce Vincenta Ferrerského a rozhodl se napodobit jeho zbožný život. Za tímto účelem vstoupil do řádu bratří kazatelů v obci Saint-Maximin-la-Sainte-Baume, kde byl rovněž vysvěcen na kněze.
Později se stal převorem kláštera svaté Máří Magdalény v Provence. Kromě toho Abellon také vyučoval teologii v Montpellier, Avignonu a Paříži.
Byl rovněž známým umělcem a malířem. Staral se o duchovní potřeby poutníků, kteří přicházeli do kláštera. Za tímto účelem získal finanční prostředky od francouzské královny na zřízení nové budovy pro potřebné. Nedaleko kláštera také založil dva mlýny pro místní farmáře.
André Abellon zemřel roku 1450 a byl pohřben v klášteře, ve kterém sloužil.

## Beatifikace
Dne 19. srpna roku 1902 byl beatifikován Lvem XIII.